# Grebo (peuple)
Les Grebo (ou Glebo) sont un peuple d'Afrique de l'Ouest présent au centre-est et sud-est du Liberia et à l'ouest de la Côte d'Ivoire, dans une zone largement forestière. Ils font partie du groupe des Krous.

## Histoire
Selon leurs propres dires, les Grebos seraient venus du Sahara au cours du XVIe siècle. Au Liberia leur isolement les aurait longtemps protégés de toute influence étrangère.

## Langue
Ils parlent le grebo, une langue kru.

## Culture
Les masques grebo ont très tôt été diffusés à Paris. Ils ont en particulier attiré l'attention de Picasso qui possédait une collection de masques africains et qui s'est inspiré d'un masque grebo, acheté vers 1908, pour réaliser en 1912 sa célèbre œuvre Guitare, première sculpture cubiste.
Les masques masculins aux formes géométriques sont souvent reconnaissables à leur long nez encadré par une, deux ou plusieurs paires d'yeux protubérants de forme tubulaire, d'allure parfois menaçante. Les traits des masques féminins sont plus doux, plus harmonieux et plus sereins.

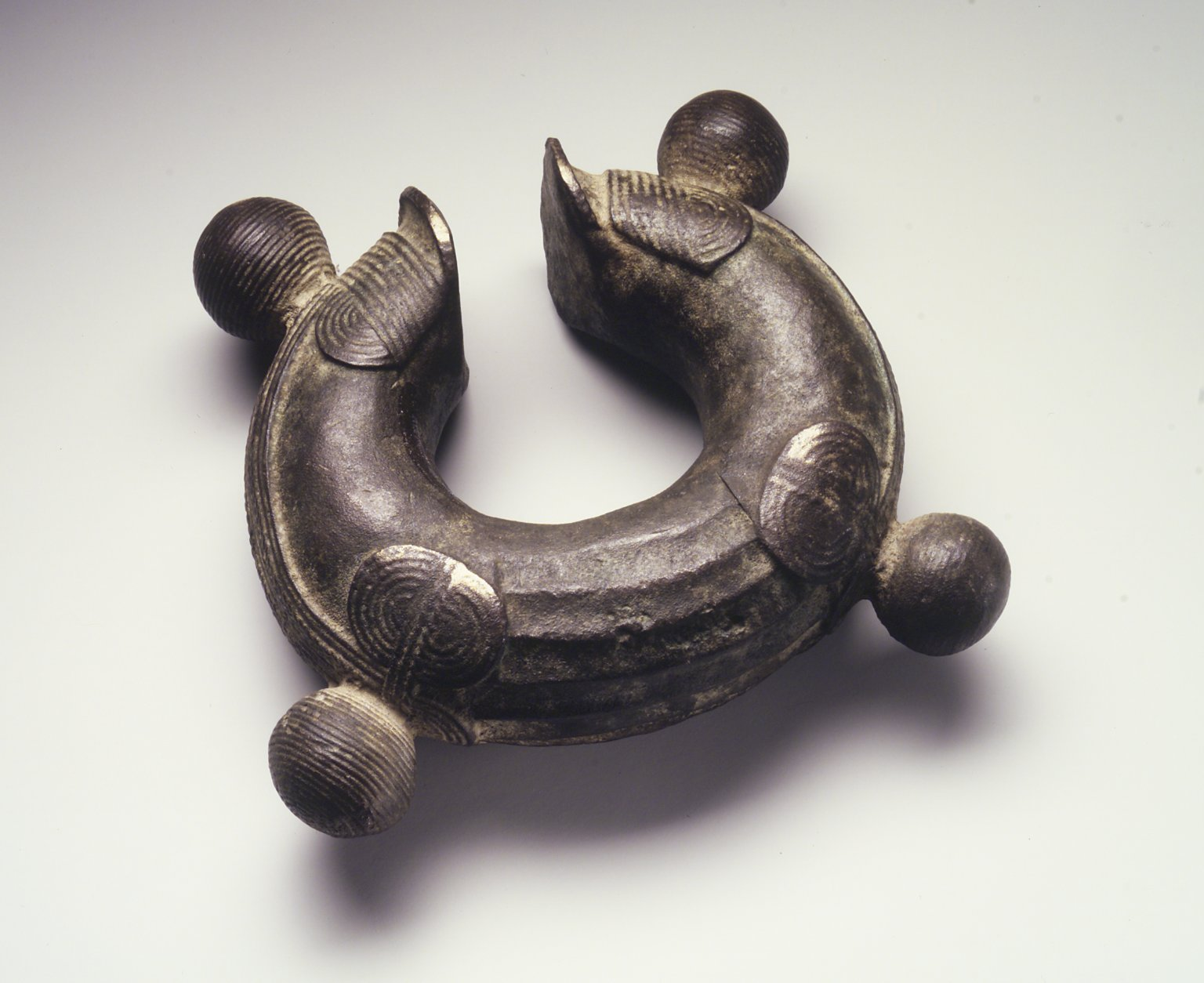
Objet rituel
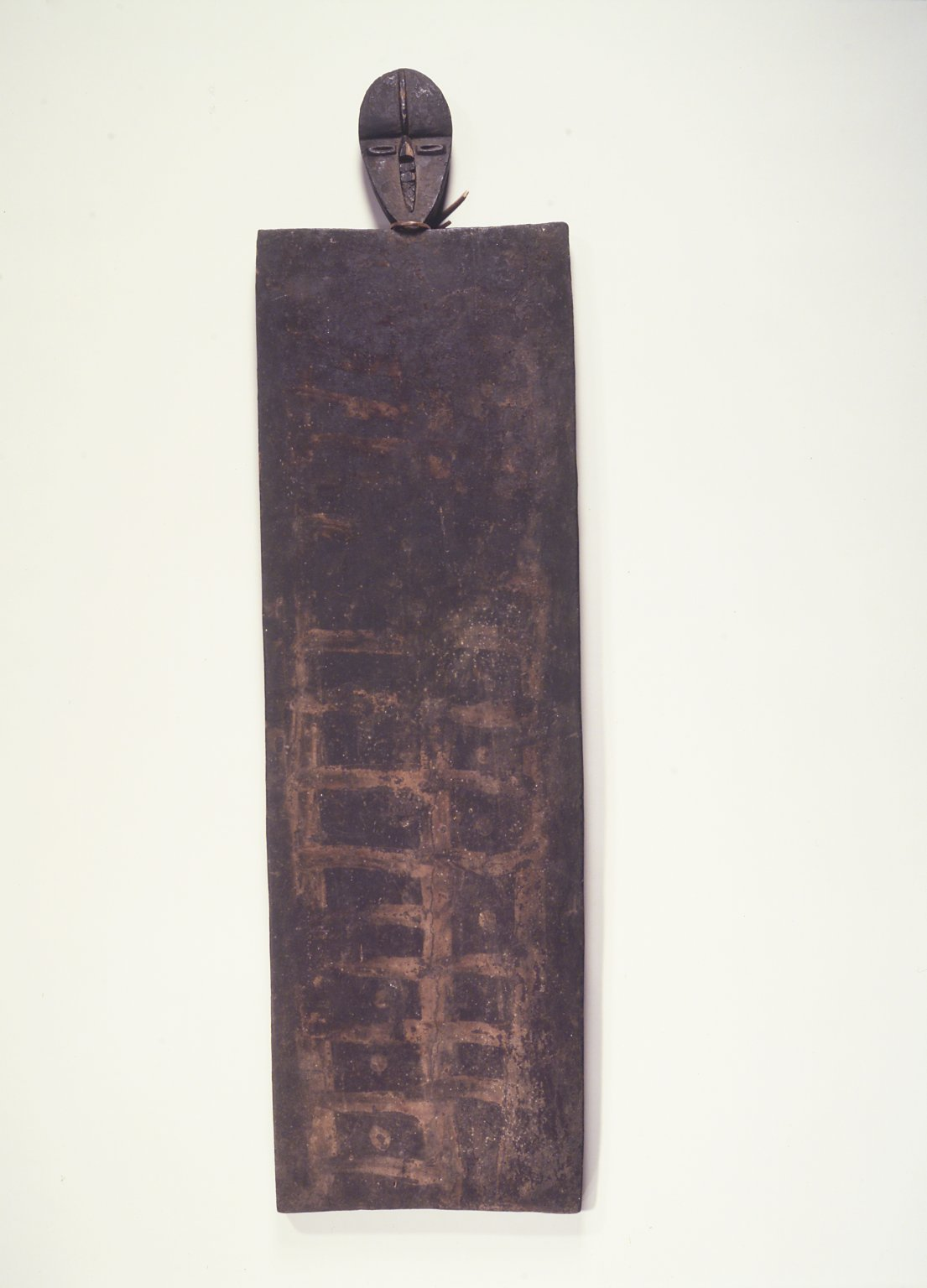
Tablette divinatoire
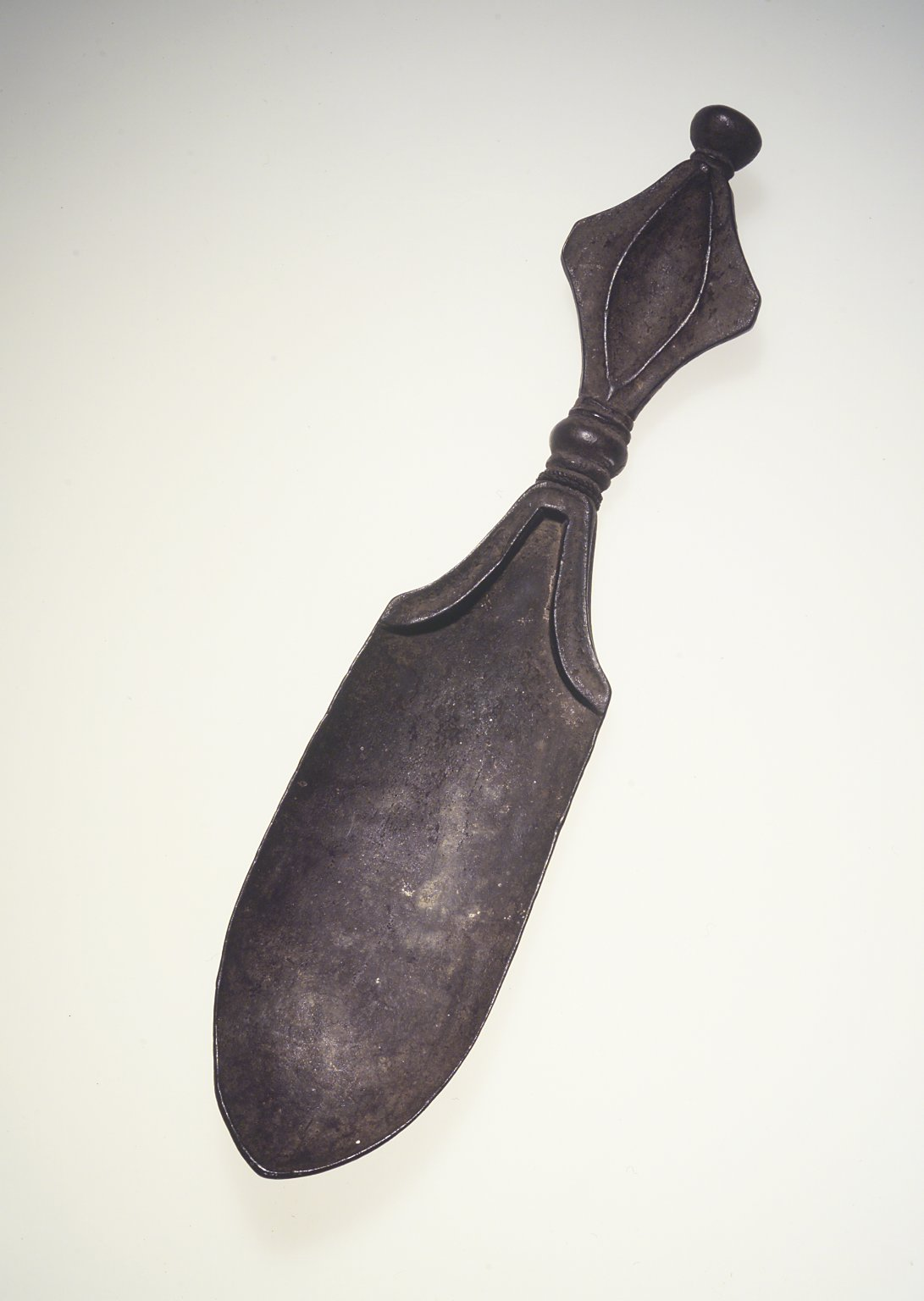
Cuiller
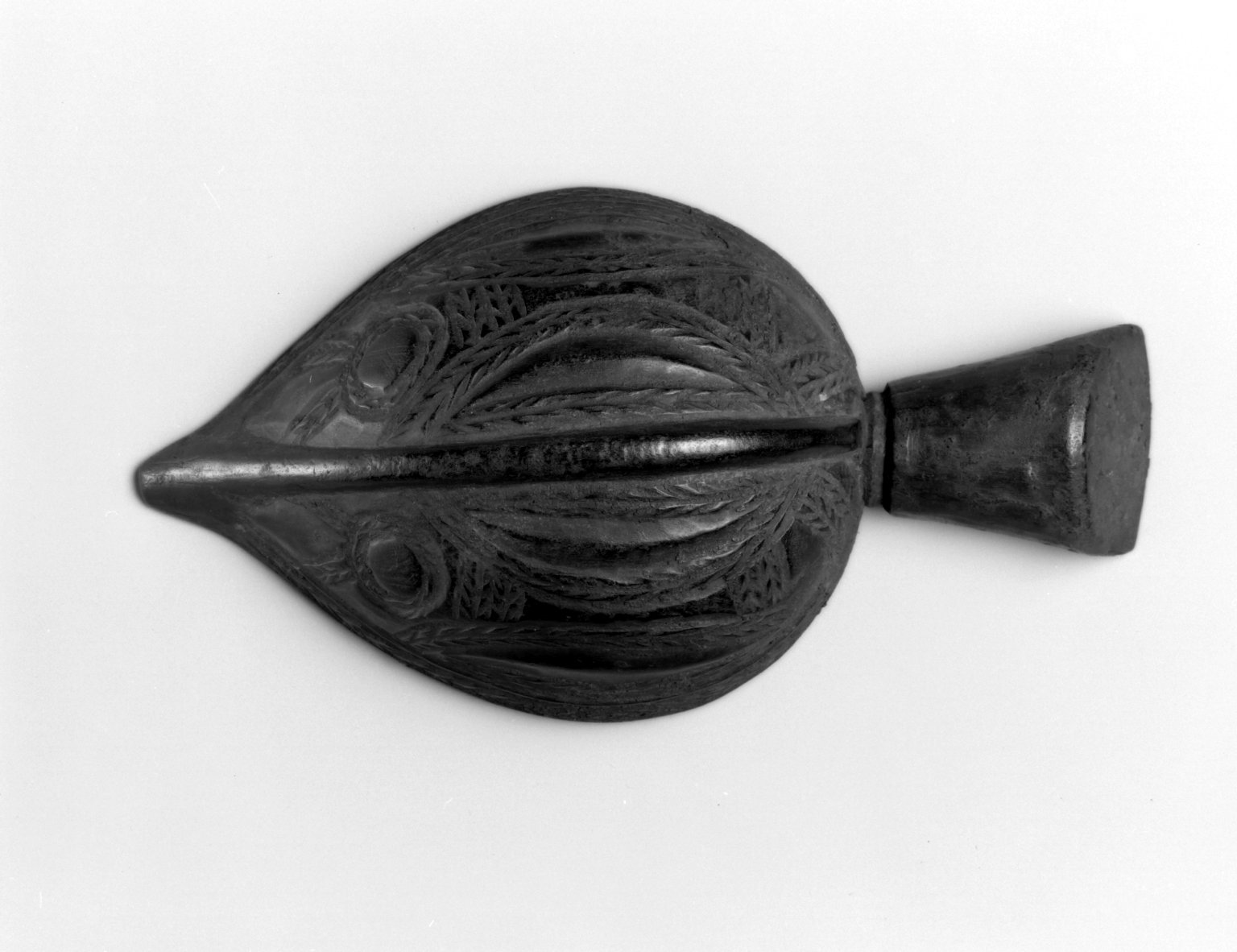
Louche à tête d'oiseau
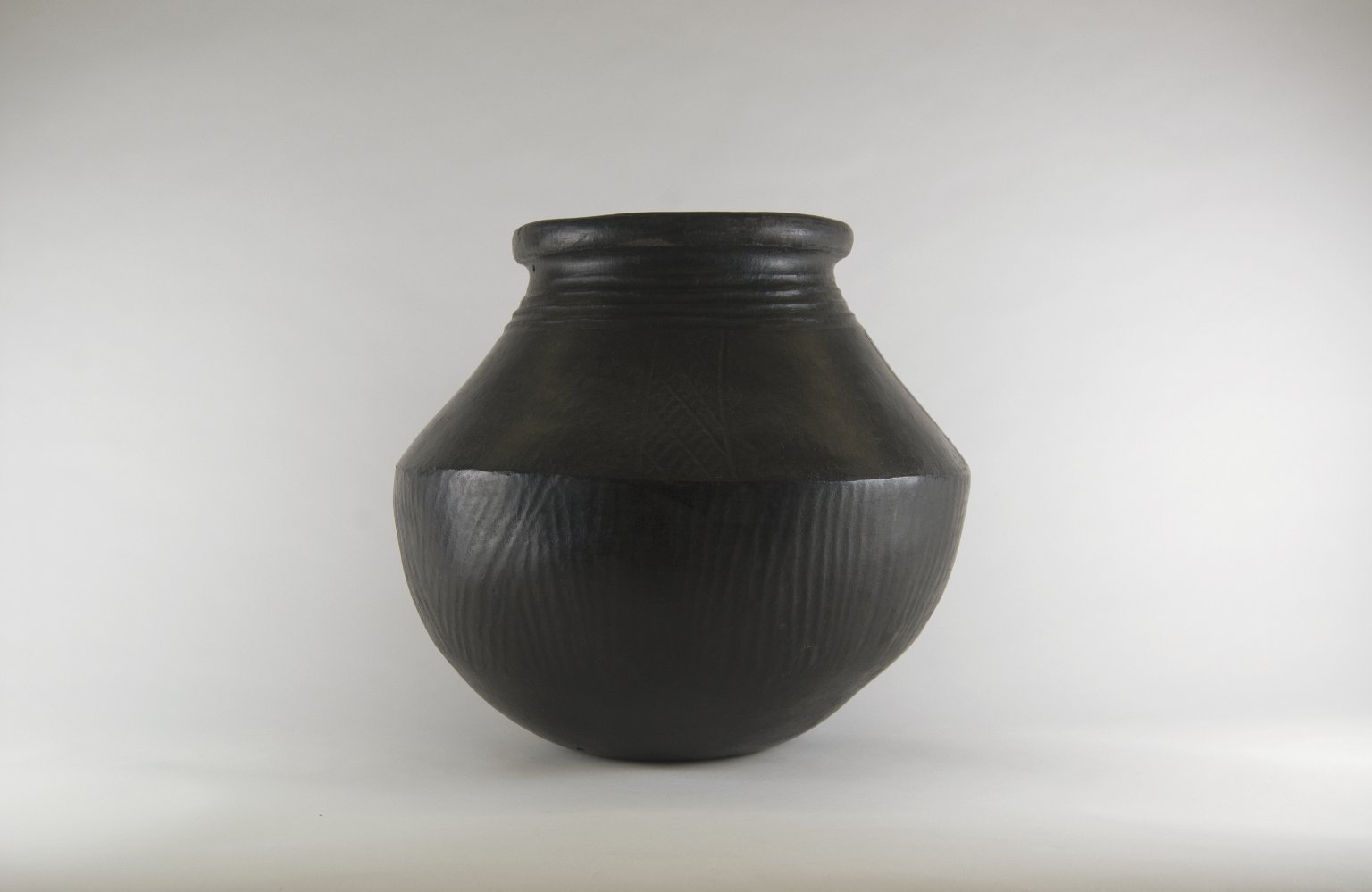
Récipient en terre cuite